# Badminton (Gloucestershire)
Badminton – wieś w Anglii, w hrabstwie ceremonialnym Gloucestershire, w dystrykcie (unitary authority) South Gloucestershire. Leży 23 km na północny wschód od miasta Bristol i 150 km na zachód od Londynu.